# Percina aurantiaca
Percina aurantiaca es una especie de peces de la familia Percidae en el orden de los Perciformes.

## Morfología
Los machos pueden llegar alcanzar los 18 cm de longitud total.

## Distribución geográfica
Se encuentran en Norteamérica: Virginia, Carolina del Norte, Tennessee y  Georgia.